# Morti nel 1008
| Questa pagina contiene informazioni ricavate automaticamente dalle voci biografiche con l'ausilio del template Bio e di un bot. L'aggiornamento è periodico e automatico e ricostruisce completamente la pagina. Se manca una persona in questa lista, sei pregato di non aggiungerla, ma accertati piuttosto che la sua voce biografica contenga il template Bio e che i dati anagrafici siano correttamente compilati. Se il template Bio manca, inseriscilo tu stesso o, in alternativa, metti l'avviso {{tmp\|Bio}} che ne segnala la mancanza. Se i dati riportati sono sbagliati, correggi direttamente la voce biografica; le modifiche saranno visibili in questa lista entro pochi giorni. Per chiarimenti vedi il progetto biografie. La lista contiene solo le 10 persone che sono citate nell'enciclopedia e per le quali è stato implementato correttamente il template Bio. Pagina aggiornata al 10 feb 2025. |

- 17 marzo - Kazan, imperatore giapponese (n. 968)
- 10 aprile - Notger II di San Gallo, abate e vescovo tedesco (n. 930)
- 25 maggio - Matilde di Sassonia, contessa sassone (n. 942)
- 2 ottobre - Mendo II Gonçalves, militare spagnolo
- 20 ottobre - Abd al-Malik al-Muzaffar, politico
- 20 novembre - Goffredo I di Bretagna, francese (n. 980)
- Leonzio, arcivescovo bizantino
- Raimondo III di Rouergue, sovrano franco
- Rotboldo II di Provenza, conte
- Sarolta d'Ungheria, ungherese (n. 950)